# Illa Saint-Pierre
L'illa Saint-Pierre és una elevació coralina insular a l'oest de l'atol de la Providència i part del grup Farquhar, que pertany a les Illes Exteriors de les Seychelles. Està a una distància de 736 km al sud-oest de la capital, Victoria, a l'illa de Mahé.

## Història
L'illa Saint-Pierre porta el nom d'un dels vaixells del capità Dechemin, que va visitar l'illa el 6 de juny de 1732.
En altres temps, gran part de l'illa va ser cobert amb un bosc de Pisonia grandis, en el qual niuaven un gran nombre d'ocells anellats. La roca de coral va quedar doncs, cobert amb guano. El guano, i des de la dècada de 1950, també, la roca i la sorra en que el fosfat havia estat depositat, es van explotar entre el 1906 i el 1972 convertint una illa abans amb gran densitat boscosa en l'actual paisatge estèril. Durant aquest temps, un petit establiment de treballadors de l'explotació existia al nord-oest de Saint-Pierre, que depenia de subministraments enviats des de l'estranger.

## Geografia
L'illa es troba 34 km a l'oest de Cerf Illa de l'atol de la Providència, i 462 km a l'est d'Aldabra. Aquesta illa deshabitada és gairebé circular, 1.3km a l'est-oest pel 1.3km nord-sud, amb una superfície de 1.64 km². Saint-Pierre té un suau pendent del fons marí a la costa sud-est i una forta caiguda al nord-oest, on la franja de corall és absent.

## Geologia
Les costes de Saint-Pierre són abruptes i formades per penya-segats de corall fòssil, 2.0 a 4.3 m alts i trencats en un moment només per 5 m amb a una cala amb fons de sorra. Així Saint-Pierre és pràcticament inaccessible des de la mar. En el centre hi ha una depressió més o menys al nivell del mar. La incessant onatge ha soscavar aquestes cares; dolls d'aigua són llançat en molts llocs en cada onada, formen amb el desgast forats al coral, dipositant dunes de sorra i restes de coral fins a 10m a l'interior. Al sud-est de la costa de l'illa, això ha provocat la formació de prestatges plans, i tota l'illa és alveolada per cavernes banyades per la mar. A causa d'això, no hi ha fonts d'aigua dolça a Saint-Pierre.

## Dades demogràfiques
Avui l'illa de Saint-Pierre està deshabitada, però en temps moderns va ser habitada per alguns períodes. Hi ha residus de l'embarcador a les ruïnes de l'establiment a la costa nord-oest, que és accessible per vaixell quan el temps és tranquil.

## Administració
L'illa pertany al Districte de les Illes Exteriors.

## La Flora i la Fauna
Avui l'illa és estèril, excepte per una agrupament d'arbres de Casuarina equisetifolia de fins a 12 m (40 peus) d'alta en la seva part nord-oest, que cobreix un terç de la superfície de l'illa. Els arbres foren plantats com a protecció contra el vent pel camp dels miners del guano, i inesperadament van prosperar i es van difondre. La majoria de les plantes de les espècies que un cop van existir a Saint-Pierre avui han desaparegut, incloent-hi la Pisonia, l'arbre del Suïcidi (Cerbera odollam) i el Hibiscus tiliaceus. Podrien persistir també alguns Pemphis acidula.
Per sobre de 1960, es va observar que la més comuna de les plantes herbàcies era la Stachytarpheta índica, mentre que la introduïda Gaillardia pulchella s'havia establert àmpliament. Sisal (Agave sisalana), Tiolet xinès (Asystasia gangetica), Papaia (Carica papaya), Estramoni (Datura stramonium) i el plàtan (Musa) es van trobar al voltant del camp miner. Si qualsevol d'aquestes ha sobreviscut no es coneix, encara que almenys l'herba Sporobolus (Sporobolus virginicus) que es troba en abundància en les dunes, probablement subsisteix.
Les monotípiques aranyes oonòpid (Farqua quadrimaculata) és l'única aranya que és endèmica a les illes Farquhar.

## Galeria d'imatges

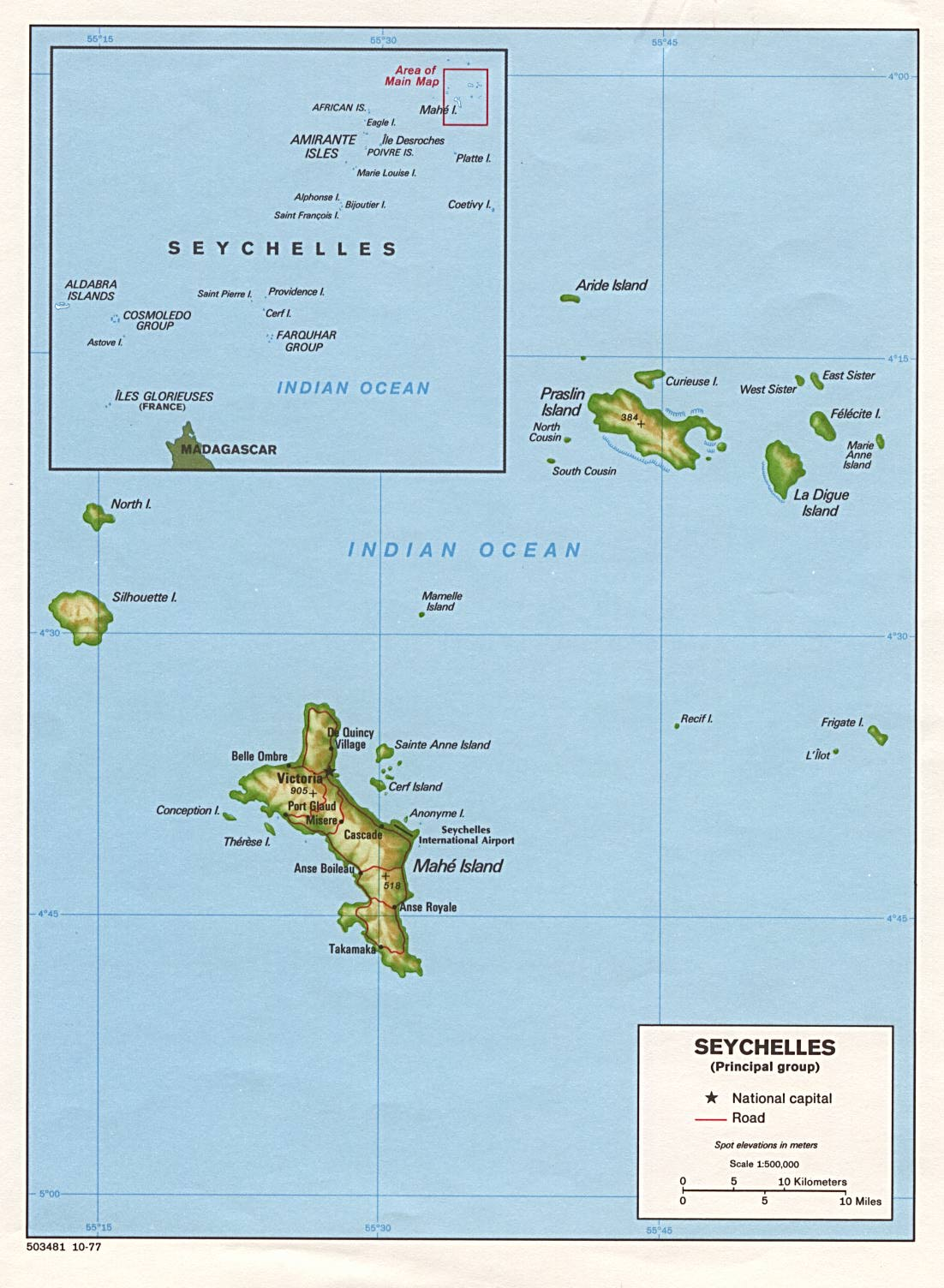
Mapa general
Mapa del Districte
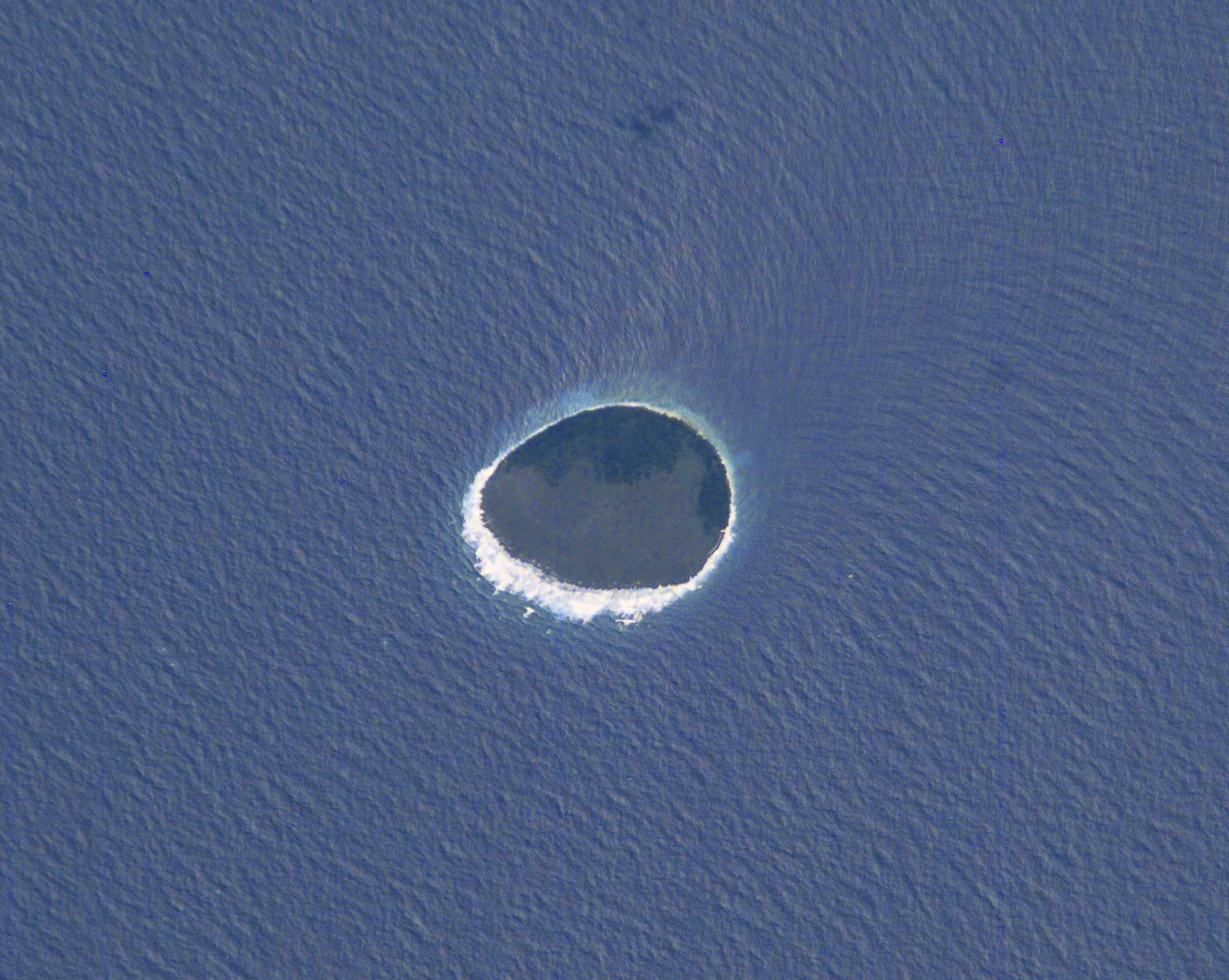
Imatge de la NASA de l'illa